# バトルフィールド ベトナム
『バトルフィールド ベトナム』（Battlefield Vietnam, 略称：BFVietnam）は、エレクトロニック・アーツより2004年3月14日に発売されたPC向けのファーストパーソン・シューティングゲーム（FPS）。ベトナム戦争がモチーフにされており、兵器が近代化され、ジェット戦闘機や輸送・攻撃ヘリコプター、ジャングル用戦闘ボートなどが登場し、輸送ヘリは車両をつり上げて輸送することができる。

## 概要
ジャングルでの戦いから市街戦まで様々なステージが登場し、北ベトナム軍工兵は竹釘などのブービートラップも設置できる。グラフィックも前作の『BF1942』と比較して向上している。インストール時に、マップエディタも同時にインストールするか選択できる。
弾薬箱は各拠点近くにあり、弾薬補給はできるが体力回復ポイントが少ないため、戦死頻度は『BF1942』よりも高い。ファンクションキーによる通信は、同じキーを1-3回押すことで変わるというシンプルなものになった。乗り物に乗っている時にラジオをかけることができ、MP3を登録しておけば、それを流すこともできる。

## 兵種
4種類と、『BF1942』よりも整理された代わりに、各兵種で2通りの装備を選ぶことができる。また、『BF1942』と違い、全員が手榴弾を持っている訳ではない。
突撃兵
威力の高いアサルトライフルもしくは軽機関銃を持つ一般的な歩兵。対人戦闘が専門で、足が速く比較的遠距離まで強力な射撃ができる。ただし、装甲車両には歯が立たない。手榴弾を持っている。
対戦車兵
バズーカかグレネードランチャーを持つ対戦車・対装甲車両のエキスパート。小銃や短機関銃も携行するため、対人にもある程度対応できる。
北ベトナム軍兵士のみ、TNT爆薬を持つことができる。
工兵
地雷・爆薬を持ち、待ち伏せ攻撃を行うことができる。ただし、味方の戦車などが地雷を踏んだ場合はTK扱いとなってしまう。特に爆薬は威力が強いため注意が必要。損傷した味方の兵器や施設（戦車・戦闘機・ヘリ・艦船など）を修理することができる。
アメリカ軍兵士のみ、ガスバーナーで乗り物を破壊することができる。また、複数の「くっつき爆弾」を設置し、リモコンで起爆することができる。
北ベトナム軍兵士のみ、仮設出撃地点となるトンネルを移動させることができる。また、竹釘によるブービートラップを仕掛けることもできる。車両用の仕掛け爆弾を設置することもでき、これが仕掛けられた車両に敵兵士が乗り込み、発進しようとすると爆発する。
偵察兵
狙撃銃を持ち、ひっそりと敵側面や敵後方などに回り込み偵察を行う。持っている双眼鏡で覗いている地点に対して砲撃要請を行うことができるが、自走砲が置かれていないマップでは意味が無い。狙撃兵として活躍することもできる。
北ベトナム軍兵士のみ、対人地雷を持つことができる。